# Benoît Mandelbrot
Benoît B. Mandelbrot (20 tháng 11 năm 1924 –  14 tháng 10 năm 2010) là một nhà toán học người Pháp – Mỹ. Ông sinh ra ở Ba Lan, gia đình ông chuyển đến Pháp khi ông còn nhỏ tuổi. Mandelbrot đã giành phần lớn thời gian trong cuộc đời cho nghiên cứu và làm việc ở Mỹ, ông mang hai quốc tịch Pháp, Mỹ.
Mandelbrot nghiên cứu trên nhiều lĩnh vực của toán học, bao gồm vật lý toán và toán tài chính và ông nổi tiếng nhất là cha đẻ của hình học fractal. Ông đưa ra thuật ngữ fractal và miêu tả tập Mandelbrot. Mandelbrot đã phổ biến ra đại chúng các nghiên cứu của ông, bao gồm việc viết sách và thực hiện các bài giảng trước công chúng.
Mandelbrot dành hầu hết sự nghiệp của mình ở Trung tâm Nghiên cứu Thomas J. Watson của IBM, và là một thành viên của IBM Fellow. Ông sau đó là Giáo sư Sterling về Khoa học Toán học ở đại học Yale. Mandelbrot cũng làm việc tại Phòng thí nghiệm Quốc gia Đông bắc Thái Bình Dương, và Université Lille Nord de France, Viện nghiên cứu cấp cao Princeton và Centre National de la Recherche Scientifique.

## Tiểu sử

### Tuổi trẻ
Mandelbrot sinh ở Warszawa trong một gia đình Do Thái đến từ Litva. Gia đình ông có truyền thống về hàn lâm – mẹ ông là tiến sĩ y học và hai người chú của ông đã mang đến cho ông niềm say mê toán học, một trong hai người này là Szolem Mandelbrojt, là một nhà toán học người Parisian. Tuy vậy, bố ông lại là một thương nhân buôn bán vải. Để tránh khỏi cuộc vây bắt của Đức Quốc xã, gia đình ông rời khỏi Ba Lan đến Pháp năm 1936 khi ông 11 tuổi. Mandelbrot học trường Lycée Rolin ở Paris cho khi nổ ra chiến tranh thế giới lần hai, gia đình ông lại chuyển đến Tulle. Ông được Rabbi David Feuerwerker giúp đỡ, Rabbi của Brive-la-Gaillarde, để tiếp tục học tập. Năm 1944 ông trở lại Paris. Ông học tại Lycée du Parc ở Lyon và trong các năm 1945–1947 ông vào học trường École Polytechnique, tại đây ông được các nhà toán học nổi tiếng Gaston Julia và Paul Lévy giảng dạy. Từ 1947 đến 1949 ông học tại Học viện Công nghệ California, tại đây ông lấy bằng thạc sĩ về hàng không học. Quay trở lại Pháp, ông lấy bằng tiến sĩ về Khoa học Toán học ở đại học Paris năm 1952.
Từ 1949 đến 1958, Mandelbrot làm việc tại Centre National de la Recherche Scientifique. Cũng trong thời gian này ông làm việc một năm tại Institute for Advanced Study ở Princeton, New Jersey, nơi này ông được nhà khoa học nổi tiếng John von Neumann đỡ đầu. Năm 1955, ông cưới Aliette Kagan và chuyển đến Geneva, Thụy Sĩ, và sau đó đến Université Lille Nord de France. Năm 1958, hai người rời đến Mỹ và Mandelbrot trở thành thành viên của Trung tâm Nghiên cứu Thomas J. Watson của IBM ở Yorktown Heights, New York. Ông làm việc ở IBM trong 30 năm, trở thành IBM Fellow, và sau đó là Fellow Emeritus.